# 共星村
共星村是中华人民共和国广东省广州市从化区太平镇所辖的一个行政村。村委会设在黄庄，位于太平圩东北面约10千米。在1954年之前，共星一带被称为镇安乡。由于其与吕田镇的镇安乡重名，为避免混淆，便将其改称为联安乡。到了1956年，当地开始兴办高级社，当时太平地区许多地方所办的合作社命名多以“星”字结尾。考虑到本乡村落是由分散的各处联合起来共同组建合作社，取“分散合共办社”之意，于是将其定名为共星高级社。1958年人民公社化时，定名为共星大队。1983年12月改称乡。1987年1月改称村。辖12条自然村（郭庄、南庄、西庄、刘庄、鹿子岗、冲迳、新屋仔、滩冚、竹园头、榕树埔、石五种、黄庄）。1998年时，全村共有347户，人口1901人。